# Phường chèo hồng
Phường chèo hồng (danh pháp khoa học: Pericrocotus roseus) là một loài chim trong họ Phường chèo. Phường chèo hồng được tìm thấy trong Afghanistan, Bangladesh, Bhutan, Trung Quốc, Ấn Độ, Lào, Myanmar, Nepal, Pakistan, Thái Lan, Việt Nam. Tại Ấn Độ, nó được tìm thấy ở dãy Himalaya từ tây sang đông đến Arunachal Pradesh và ngọn đồi của Nagaland và Manipur. Môi trường sống là rừng đất thấp ẩm nhiệt đới hoặc cận nhiệt đới, và rừng núi cao ẩm nhiệt đới hoặc cận nhiệt đới.